# Ukraiinka, Halîțînove, Mîkolaiiv
Ukraiinka (în ucraineană Українка) este o comună în raionul Jovtnevîi, regiunea Mîkolaiiv, Ucraina, formată numai din satul de reședință.

## Demografie
Componența lingvistică a comunei Ukraiinka
     Ucraineană (92,39%)
     Rusă (6,84%)
     Alte limbi (0,6%)
Conform recensământului din 2001, majoritatea populației comunei Ukraiinka era vorbitoare de ucraineană (92,39%), existând în minoritate și vorbitori de rusă (6,84%).